# Tent Rock
Tent Rock är en kulle i Antarktis. Den ligger i Östantarktis. Australien gör anspråk på området. Toppen på Tent Rock är 1 966 meter över havet, eller 83 meter över den omgivande terrängen. Bredden vid basen är 0,58 km.
Terrängen runt Tent Rock är varierad. Trakten är obefolkad. Det finns inga samhällen i närheten.